# Ochotona curzoniae
Ochotona curzoniae este o specie de mamifere din familia iepurilor fluierători, Ochotonidae. Este găsită în China, India și Nepal. Uniunea Internațională pentru Conservarea Naturii a clasificat această specie ca fiind neamenințată cu dispariția.

## Taxonomie

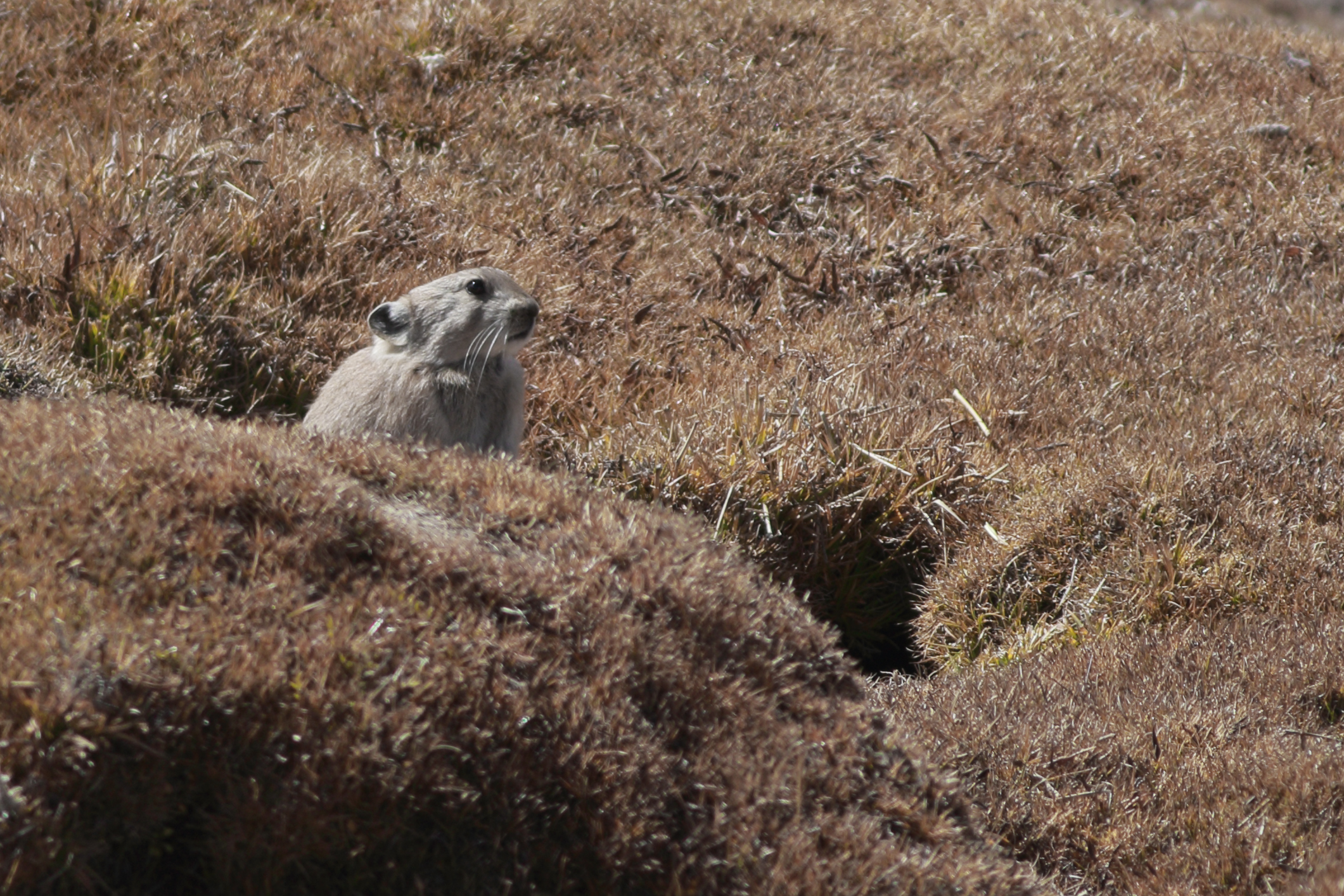
Specimen de Ochotona curzoniae

Nu există subspecii recunoscute ale speciei Ochotona curzoniae. A fost anterior considerată subspecie iepurelui fluierător dauric (Ochotona dauurica), dar diferă de aceasta din punct de vedere cromozomial, morfologic, electroforetic și al ADN-ului mitocondrial.

## Descriere

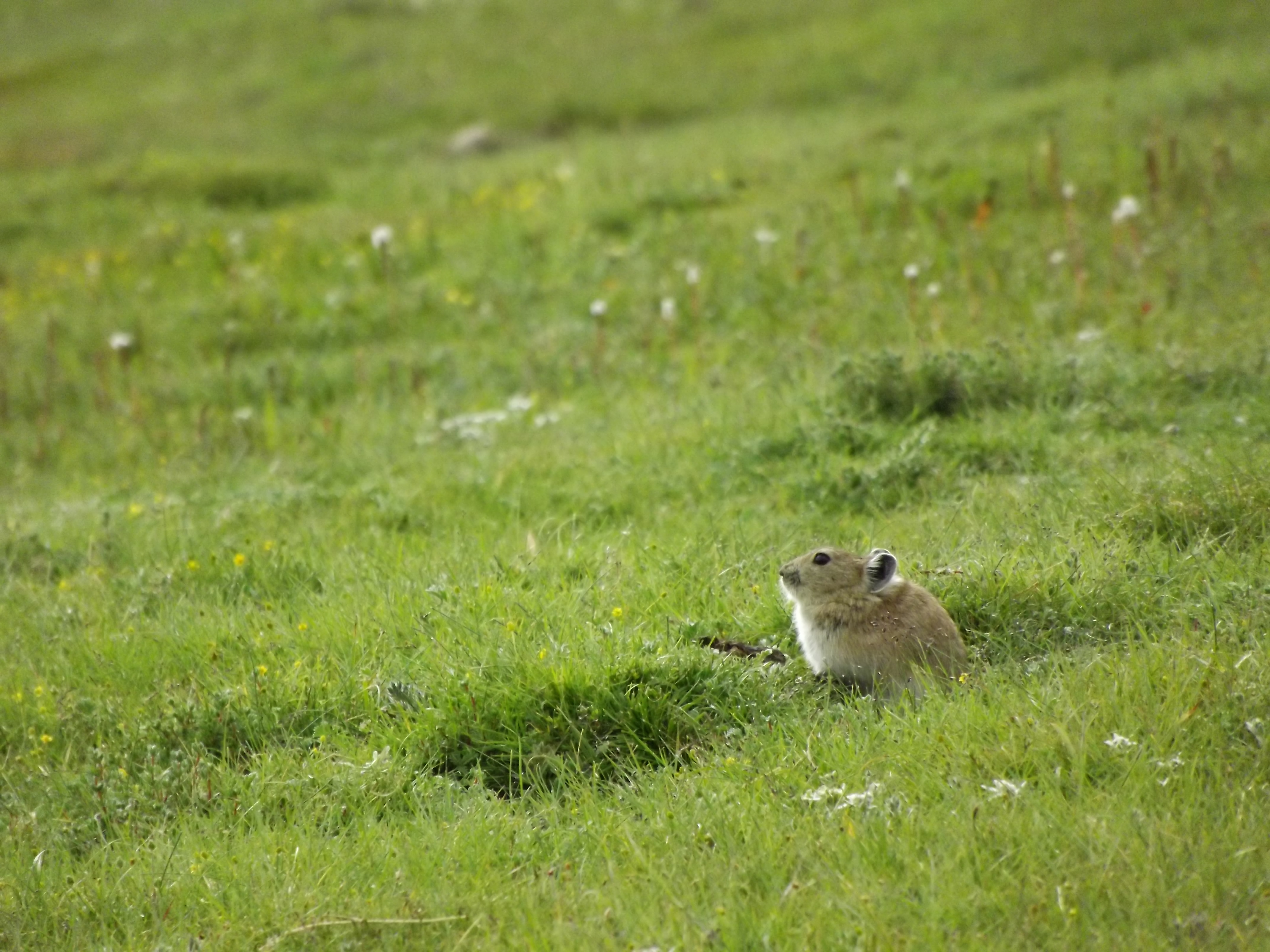
Specimen de Ochotona curzoniae

Ochotona curzoniae are o lungime a capului și a corpului de 14–19,2 cm. Masa sa este de 130–195 g. Cea mai mare lungime a craniului este de 3,9–4,4 cm. Urechile măsoară fiecare 1,8–2,6 cm în lungime, iar marginea lor este albă și partea din spate este de culoare ruginie. Blana de vară de pe partea dorsală poate fi maro-nisipie sau maro-roșcată nisipie închisă. Blana de iarnă de pe partea dorsală este mai lungă și mai moale decât cea de vară și este de culoare galbenă-nisipie deschisă sau albă-gălbenie deschisă. Culoarea blănii de pe partea ventrală este galbenă-nisipie sau albă-cenușie. Ghearele sunt negre și lungi, iar tălpile sunt păroase. Labele picioarelor din spate au lungimea de 2,8–3,7 cm.

## Răspândire și habitat
Ochotona curzoniae este găsită în China, India și Nepal. Habitatul său este alcătuit din pajiști, zone deșertice și de stepă. Altitudinea la care este găsită este de 3000–5000 de metri.

## Comportament și ecologie
Ochotona curzoniae este o specie în principal diurnă care trăiește în vizuină. Dieta sa este alcătuită doar din vegetație, iar pe la sfârșitul verii își poate face provizii pentru iarnă, stocând vegetație. Un specimen din specia Ochotona cansus își poate petrece timpul la suprafață de două ori mai mult față de un specimen din specia Ochotona curzoniae. În luna aprilie începe sezonul de reproducere, în timpul căruia o femelă poate naște 3-5 rânduri de pui care constă fiecare în 2-8 pui. Sezonul de reproducere se termină probabil pe la sfârșitul lunii august.

## Stare de conservare
Ochotona curzoniae este răspândită larg și este amenințată de campanii de otrăvire a sa care au scopul de a controla mărimea populației sale, motiv pentru care populații din China ale acestei specii sunt în scădere. Arealul său cuprinde arii protejate, iar Uniunea Internațională pentru Conservarea Naturii a clasificat această specie ca fiind neamenințată cu dispariția.